# Real (Castelo de Paiva)
Pour les articles homonymes, voir Real.
Real est une paroisse civile portugaise (en portugais : freguesia) de la municipalité de Castelo de Paiva dans le district d'Aveiro.

## Géographie
Real est située dans une vallée formée par la Sardoura, affluent du Douro qui traverse la paroisse du sud au nord.

## Démographie
Lors du recensement de 2021, Real compte 1 194 habitants. C'est alors la paroisse la moins peuplée de la municipalité de Castelo de Paiva.